# Museu de Belles Arts de Badajoz
El Museu de Belles Arts de Badajoz va ser fundat el 1919 per la Diputació Provincial de Badajoz. Els fons estan formats per unes 1.400 obres de pintura, escultura, dibuix i gravat. És la col·lecció d'art més important i completa d'Extremadura.
El Museu s'estructura en tres amplis conjunts: les Escoles Europees dels segles  XVI al  XIX, la pintura espanyola del segle xix i XX, i la col·lecció d'art extremeny, des del Renaixement fins a l'actualitat.
La seu del museu se situa en dues cases palaus contigües del segle xix, al barri històric de Badajoz, d'estil clàssic, inaugurades, després de les seves rehabilitacions, en 1981 i 1997.
Els directors d'aquesta pinacoteca extremenya van ser tradicionalment pintors i intel·lectuals de prestigi, entre els quals van destacar Adelardo Covarsí (de 1919 a 1951) i Francisco Pedraja Muñoz (de 1980 a 1996).

## Història
El 4 de gener de 1920 es va inaugurar al públic el Museu Provincial de Belles Arts de Badajoz, utilitzant tres sales del pis baix del Palau de la Diputació. Van ser els seus promotors Narcís Vázquez Lemus, diputat provincial de Cultura i Adelardo Covarsí, designat com a primer director. En els moments inicials, els fons del Museu estaven constituïts per 58 obres.
L'increment progressiu i continuat dels fons, gràcies a una adequada política d'adquisicions, préstecs i donacions ia la relació personal del director llavors, Francisco Pedraja, amb els artistes extremenys i amb les seves famílies, va moure a la Diputació Provincial a adquirir una casa palau de finals del segle xix al carrer Meléndez Valdés, on es va traslladar el Museu en 1979 provisionalment, inaugurant-se en 1981.
Quan aquest immoble va resultar novament insuficient la Diputació va adquirir altres confrontants, entre ells el que, amb entrada pel carrer Duc de Sant Germán, comunica per la part posterior amb el Museu antic, el que ha permès una connexió i una ampliació que supera els 2.000 m². Aquesta segona casa palau, també de finals del segle xix, entrada actual del Museu, amb una magnífica escala imperial, és un ric immoble que contribueix a embellir la institució museística ja duplicar els seus espais expositius. A partir de 1980, es va anar dotant al museu d'una biblioteca especialitzada d'art, i d'uns gabinets didàctic i de restauració, dels que no tenia.
Des de març de 2007 el Museu ha iniciat un ambiciós pla d'ampliació. Durant quatre anys s'han polit diverses qüestions que afectaven la legalitat del projecte. Un cop superats tots els tràmits les obres d'ampliació s'han iniciat a l'octubre de 2011 i s'estima que el nou museu de belles arts estarà finalitzat a finals de 2013. El projecte ha estat realitzat per l'Estudi Arquitectura Faig, liderat pels arquitectes Antonio Álvarez-Cienfuegos Rubio i Emilio Delgado Martos.
L'ampliació farà possible l'exhibició dels rics fons del museu i dedicarà un espai exclusiu a les exposicions temporals.

## Col·leccions

### Fons antic (s. XVI al XVIII)
La col·lecció antiga inclou obres de Luis de Morales, Francisco de Zurbarán, una Judit amb el cap de Holofermes, d'escola de Caravaggio (Itàlia), el tríptic flamenc de L'adoració dels Reis i gravats de Francisco de Goya.

### Art espanyol (s. XIX i XX)
Destaquen artistes d'estil realista i acadèmic com Carlos Haes, Paternina, Rosales i Casado del Alisal.
Quant als artistes extremenys, el museu conserva una àmplia col·lecció de pintors realistes del xix i del regionalisme del xx, com Felipe Checa, Nicolás Megía, Adelardo Covarsí i Eugenio Bell. La pintura moderna està representada per obres de Timoteo Pérez Rubio, Godofredo Ortega Muñoz, Bonifacio Lázaro, Francisco Pedraja Muñoz, Juan Barjola i Antonio Ángel González.

## Exposicions temporals
Al costat de la col·lecció permanent, el museu organitza un programa d'exposicions temporals, entre les quals han destacat:
- Murillo i la pintura de la seva època, de la col·lecció del Museu de Belles Arts de Sevilla.
- Gravats de Piranesi, de la col·lecció de l'Acadèmia de Belles Arts de València.
- La pintura figurativa espanyola del segle XX, de la col·lecció del Banc Hispanoamericà.
- Pintura naïf Iberoamericana, de la col·lecció Ramírez de Lucas.
- Exposicions monogràfiques de Pérez Jiménez, Torre Isunza, Adelardo Covarsí, Eugenio Bell, Bonifacio Lázaro, Francisco de Zurbarán, Felip Txeca, Julián Pérez Muñoz, Antonio jutge, Eduardo Naranjo, Francisco Pedraja Muñoz i Nicolás Megía.

## Enllaçose externs
- Projecte d'ampliació 2011.